# St. Pedro
St. Pedro, pseudonimo di Pedro Hernández Herrera (San Cristóbal de La Laguna, 27 maggio 1996), è un cantante spagnolo.
È noto per aver partecipato al talent show musicale La Voz e al Benidorm Fest 2024.

## Carriera
Nato nel quartiere Tejina, nel comune di San Cristóbal de La Laguna (Tenerife), ha iniziato a suonare a soli quattro anni, studiando percussioni classiche presso il Conservatorio Professionale di Musica di Santa Cruz de Tenerife.
Inizialmente si è concentrato musicalmente sul rock e sull'underground delle Canarie. Nel 2017 è apparso al casting di talenti musicali di Antena 3 La Voz, dove è diventato uno studente eccezionale di Juanes.
Nel programma ha incontrato Rebeca León —che è stata manager di artisti come Rosalía, Ozuna o Annita— che gli ha consigliato di non conquistare il talento musicale, poiché lo avrebbe sponsorizzato.
Dopo la sua partecipazione a La Voz, St. Pedro si è trasferito a Miami per iniziare a lavorare su una carriera con una proiezione più internazionale, supportato dagli attuali maestri della musica latina.
Nel 2019 ha pubblicato il suo primo singolo Body, prodotto da Alizzz, un punto di riferimento del settore in Spagna e all'estero. Poi arrivarono i suoi successi Phone Sex e Malapami, il loro EP di Natale, St. Pedro's Christmas Special, e le sue collaborazioni con Luar La L in Ven e Paula Cendejas in Promesa.
Dopo quattro anni a Miami, torna a Tenerife per continuare la sua carriera con l'uscita di un nuovo album, in cui si immerge nei ritmi latini più tradizionali, che fanno parte della cultura musicale delle isole.
Nel 2023, St. Pedro è stato selezionato per partecipare a Benidorm Fest 2024,  evento che ha selezionato il rappresentante della Spagna all'Eurovision Song Contest, dove hanno presentato l'inedito Dos extraños (cuarteto de cuerda). Dopo aver conquistato il primo posto nella semifinale del 1º febbraio 2024, ha preso parte alla serata finale dell'evento del successivo 3 febbraio, conquistando il secondo posto dietro soltanto ad duo valenciano Nebulossa.

## Discografia

### Album in studio
- 2024 – Esta vida que elegí

### EP
- 2022 – St. Pedro's Christmas Special

### Singoli
- 2019 – Body
- 2020 – Cerca del sol
- 2020 – Malapami
- 2021 – Ven (Luar La L e Eydren)
- 2021 – Como antes
- 2021 – Promesa (con Paula Candejas)
- 2021 – Castigo (con Adso)
- 2022 – Te compartía
- 2022 – En la cama
- 2022 – Esta noche
- 2022 – Llorando en la disco
- 2023 – Te fuiste
- 2023 – Romance
- 2023 – No es lo que toca
- 2023 – Dos extraños (cuarteto de cuerda)